# Fantasiefreund
Ein Fantasiefreund oder imaginärer Freund ist ein Freund, der nicht in der Realität, sondern nur in der Gedankenwelt, in der Fantasie eines Menschen existiert. Bisweilen wird er auch als unsichtbarer Freund bezeichnet, weil nur die betreffende Person ihn sehen kann.
Kinder haben relativ häufig Fantasiefreunde, meistens, wenn sie sich einsam fühlen oder spielen wollen. Manche Psychologen und Pädagogen gehen davon aus, dass Kinder auch dadurch soziales Verhalten und Kommunizieren lernen. Das Phänomen tritt jedoch auch bei Erwachsenen auf, oft als Reaktion auf ein Trauma.
In den 1950er Jahren ging man von psychologischen Defiziten bei diesen Kindern aus. Heute wird der Fantasiefreund als kleines Hilfs-Ich angesehen, der dem Kind u. a. bei der Impulskontrolle  hilft. Nach der „Begabungshypothese“ besitzen diese Kinder ein hohes Maß an Kreativität und sozialer Kompetenz. Meist sind es Erstgeborene und Einzelkinder, die sich diese als zusätzliche Spielgefährten wünschten.
Fantasiefreunde werden oft in der Kinder- und Jugendliteratur und in vielen Filmen thematisiert, zum Beispiel in der Zeichentrickserie „Fosters Haus für Fantasiefreunde“ oder in „Alles steht Kopf“. Die Zeichentrickverfilmung „Der Imaginäre“ basiert auf dem gleichnamigen Roman von A. F. Harold, der von Emily Gravett illustriert wurde. Auch der Zeichentrick/Realfilm „IF: Imaginäre Freunde“ behandelt das Thema in zentraler Weise. Sehr häufig gibt es auch in US-amerikanischen Familien-Sitcoms Folgen, in denen eines der Familienkinder einen imaginären Freund hat.
Im Theater bzw. im Film behandelt das Stück „Mein Freund Harvey“ den Fantasiefreund eines Erwachsenen.